# Just Dance
Just Dance – pierwszy singel amerykańskiej wokalistki Lady Gagi. Piosenka to duet z Colbym O’Donisem; jest utrzymana w gatunkach electro/dance-pop i promuje debiutancki album Gagi The Fame. Utwór został napisany przez wokalistkę, RedOne’a i Akona, którzy również wyprodukowali utwór.
Gaga zaprezentowała utwór na gali Miss Universe 2008, a po występie singel podniósł się na liście internetowych sprzedaży iTunes, gdzie z pozycji dziewięćdziesiątej dziewiątej wzbił się na czterdziestą ósmą. Następnie, zaprezentowała piosenkę ponownie w show So You Think You Can Dance, po czym singel awansował – na pozycję dwudziestą piąta w USA (serwis iTunes) i na szczyt zestawienia Kanada iTunes. Piosenka została użyta w filmie Make It Happen. Utwór nominowany był do nagrody Grammy za rok 2008.

## Tworzenie i kompozycja
Piosenka została napisana w 10 minut przez Gagę, RedOne’a i Akona w styczniu 2008, gdy wokalistka miała kaca. W wywiadzie Gaga wyjaśniła, że „Just Dance” jest szczęśliwym utworem i żeby doceniał osoby, które chcą odreagować w formie imprezy w złych czasach, np. po utracie pracy.
Utwór został wyprodukowany przez RedOne’a i Akona. Utwór jest skoczną synth-popową i dyskotekową piosenką, której słowa są napisane tak, by imitowały to jak mówią nietrzeźwi. Piosenka rozpoczyna się pseudonimem producenta, czyli RedOne śpiewanym przez Gagę, które często jest odbierane jako red wine (z ang. czerwone wino), a kończy się na powtarzaniu słowa dance. Głównymi wokalami są wokale Lady Gagi, lecz dodatkowo trzecia zwrotka jest śpiewana przez Colby’ego O’Donisa. O’Donis wraz z Akonem również byli wokalami wspierającymi. Każda końcówka wersu Gagi dodatkowo jest podwojona.

## Teledysk
Reżyserem teledysku jest Melina Matsoukas.
Teledysk rozpoczyna się gdy jedna z tancerek włącza muzykę, a Lady Gaga wraz z innymi wysiada z białej limuzyny i wchodzi do domu, w którym odbywała się impreza. Jednak wszyscy śpią we wszelakich miejscach i pozycjach. Nagle jedna z dziewczyn włącza ponownie muzykę i impreza odżywa na nowo. Teledysk jest oparty na tańcu i szaleństwie. Dużo scen jest z Lady Gagą, bawiącą się i tańczącą z innymi przy muzyce. Jest także scena z Colbym O’Donisem oraz Akonem. W wideoklipie występ zalicza również zespół Flipsyde.

## Wystąpienia na żywo

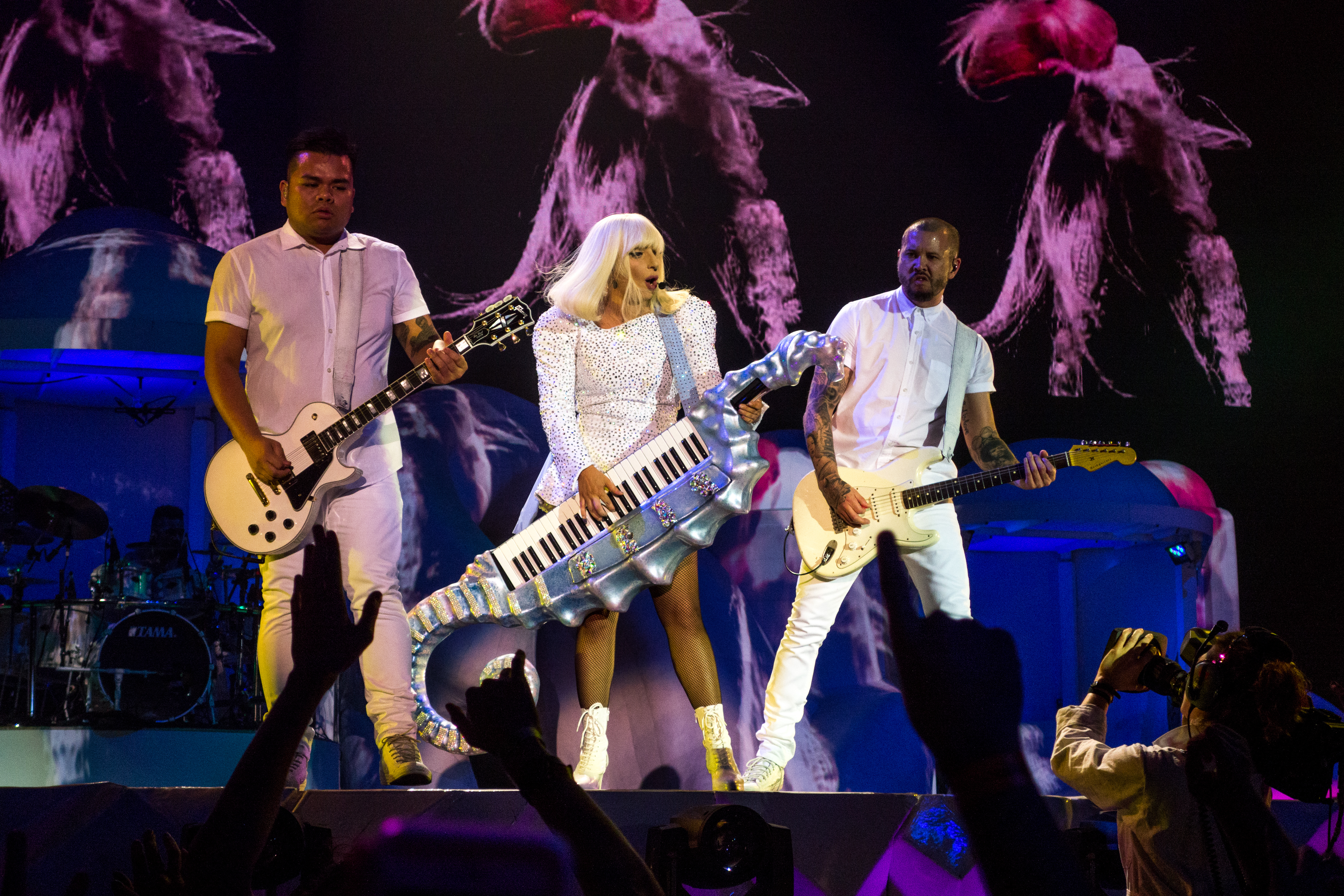
Lady Gaga wykonująca „Just Dance” podczas trasy artRave: The ARTPOP Ball w Perth.

Po raz pierwszy Gaga zaśpiewała „Just Dance” podczas Winter Music Conference w Miami 27 marca 2008, wraz z „Beautiful Dirty Rich” oraz „Paparazzi”. Następnie Gaga wykonała „Just Dance” podczas konkursu Miss Universe 2008 w Wietnamie. Gaga również wykonała tę piosenkę w wielu innych amerykańskich telewizyjnych show. Piosenkarka wykonała ten utwór w australijskim programie telewizyjnym Sunrise. Wiele osób twierdzi, że podczas tego występu Gaga lip-syncowała, lecz wokalistka twierdzi, że nigdy tego nie robiła. Gaga również wykonała tę piosenkę podczas jej sesji w AOL.
Podczas wszystkich swoich ogólnoświatowych tras koncertowych i obu rezydencji, Gaga wykonywała „Just Dance”. Wokalistka wykonała ten utwór również podczas festiwali BBC Radio 1's Big Weekend w 2011 roku oraz Coachella w 2017 roku.

## Formaty i listy utworów singla
- U.S./Japanese CD single

1. "Just Dance" – 4:02
2. "Just Dance (HCCR's Bambossa Main Mix)" – 7:12
3. "Just Dance (Richard Visson Remix)" – 6:13
4. "Just Dance (Trevor Simpson Remix)" – 7:20

- Australian/German CD single

1. "Just Dance" – 4:02
2. "Just Dance (Trevor Simpson Remix)" – 7:21

- German CD Maxi single

1. "Just Dance" – 4:02
2. "Just Dance (HCCR's Bambossa Main Mix)" – 7:12
3. "Just Dance" (Instrumental Version) – 4:00
4. "Just Dance" (Video) – 4:10

- French CD Maxi single

1. "Just Dance" – 4:02
2. "Just Dance" (Glam As You Radio Mix By Guéna LG) – 3:39
3. "Just Dance" (Glam As You Club Mix By Guéna LG) – 6:25

- US iTunes Remixes EP

1. "Just Dance" – 4:02
2. "Just Dance" (Harry 'Choo Choo' Romero's Bambossa Main Mix) – 7:12
3. "Just Dance" (Richard Vission Remix) – 6:13
4. "Just Dance" (Trevor Simpson Remix) – 7:20

- US iTunes Remixes Pt. 2 EP

1. "Just Dance" (RedOne Remix) [feat. Kardinal Offishall] – 4:18
2. "Just Dance" (Space Cowboy Remix) [feat. Colby O’Donis] – 5:01
3. "Just Dance" (Robots To Mars Remix) – 4:37
4. "Just Dance" (Tony Arzadon Remix) [feat. Colby O’Donis] – 6:24

- UK EP

1. "Just Dance" – 4:02
2. "Just Dance" (Remix) [featuring Kardinal Offishall] – 4:18
3. "Just Dance" (Glam As You Mix By Guéna LG) – 6:25
4. "Just Dance" (Music Video) – 4:06

- UK 7" numbered picture vinyl disc

1. "Just Dance" (Main Version) – 4:04
2. "Just Dance" (Harry 'Choo Choo' Romero's Bambossa Main Mix) – 7:12

## Pozycje na listach[19]
| Notowanie                               | Max. pozycja |
| --------------------------------------- | ------------ |
| Australia (Singles Chart)               | 1            |
| Austria (Singles Chart)                 | 8            |
| Belgia (Singles Chart - Flanders)       | 13           |
| Belgia (Singles Chart - Wallonia)       | 15           |
| Brazylia (Top 30 Dance Club Play)       | 1            |
| Chile (Singles Chart)                   | 21           |
| Chorwacja (Singles Chart)               | 17           |
| Czechy (Airplay Chart)                  | 5            |
| Dania (Singles Chart)                   | 6            |
| Finlandia (Singles Chart)               | 7            |
| Francja (Singles Chart)                 | 14           |
| Hiszpania (Singles Chart)               | 3            |
| Holandia (Dutch Top 40)                 | 1            |
| Irlandia (Singles Chart)                | 1            |
| Izrael (Media Forest)                   | 10           |
| Japonia (Hot 100)                       | 2            |
| Kanada (Canadian Hot 100)               | 1            |
| Malta (Airplay Chart)                   | 1            |
| Niemcy (Singles Chart)                  | 10           |
| Norwegia (Singles Chart)                | 3            |
| Nowa Zelandia (Singles Chart)           | 3            |
| Polska (Airplay Top 100)                | 88           |
| Rosja (Tophit)                          | 9            |
| Szwajcaria (Singles Top 75)             | 8            |
| Szwecja (Singles Chart)                 | 3            |
| Stany Zjednoczone (Billboard Hot 100)   | 1            |
| Stany Zjednoczone (Billboard Pop 100)   | 1            |
| Stany Zjednoczone (Hot Dance Club Play) | 2            |
| United World Chart                      | 1            |
| Wielka Brytania (Singles Chart)         | 1            |
| Węgry (Airplay Chart)                   | 2            |